# Adenohipòfisi
Un òrgan important del sistema endocrí, la hipòfisi anterior, també anomenat adenohipòfisi, és una glàndula exocrina, format pel lòbul anterior de la hipòfisi. La hipòfisi anterior regula diversos processos fisiològics com l'estrès, el creixement i reproducció.
Les funcions de regulació s'aconsegueix a través de la secreció de diverses hormones peptídiques que actuen en òrgans com la glàndula suprarenal, fetge, os, glàndula tiroide, i les gònades. La hipòfisi anterior està regulada per l'hipotàlem i per la retroalimentació negativa d'aquests òrgans.
Les malalties de l'adenohipòfisi es classifiquen generalment per la presència d'una més baixa (o més alta) producció o de les hormones hipofisiàries. Per exemple, un prolactinoma és un adenoma d'hipòfisi que produeix en excés de prolactina. En la síndrome de Sheehan és un hipopituïtarisme postpart, on la hipòfisi anterior de manera uniforme funciona malament, produint menys quantitat de totes les hormones. El correcte funcionament de l'adenohipòfisi i dels òrgans que regula sovint pot ser comprovat a través dels nivells de l'hormona en les anàlisis de sang.

## Hormones més importants
| Hormona                      | Altres noms                                                               | Símbol(s) | Estructura    | Cèl·lules secretores     | Tint     | Objectiu                   | Efectes                                                    |
| ---------------------------- | ------------------------------------------------------------------------- | --------- | ------------- | ------------------------ | -------- | -------------------------- | ---------------------------------------------------------- |
| Corticotropina               | Hormona adrenocorticòtropa, Hormona adrenòtropa, Adrenocorticotropina     | ACTH      | Polipèptida   | Corticòtropes            | Basòfil  | Glàndula suprarenal        | Secreció de glucocorticoides                               |
| Endorfina beta               |                                                                           |           | Polipèptida   | Corticòtropes            | Basòfil  | Receptor opioide           | Inhibeix la percepció del dolor                            |
| Tirotropina                  | Hormona estimulant de la tiroide, Hormona tiroidostimulant                | TSH       | Glicoproteïna | Tiròtropes               | Basòfil  | Glàndula tiroide           | Secreció d'hormones tiroidals                              |
| Hormona fol·liculoestimulant | Hormona estimulant del fol·licle                                          | FSH       | Glicoproteïna | Gonadòtropes             | Basòfil  | Gònades                    | Creixement del sistema reproductor                         |
| Hormona luteoestimulant      | Hormona luteïnitzant, Luteïna, Luteostimulina, Luteotropina, Luteotrofina | LH, ICSH  | Glicoproteïna | Gonadòtropes             | Basòfil  | Gònades                    | Producció de les hormones sexuals                          |
| Somatotropina                | Hormona del creixement, Hormona somatòtropa                               | GH, STH   | Polipèptida   | Somatòtropes             | Acidòfil | Fetge, teixit adipós       | Promou el creixement; metabolisme de lípids i carbohidrats |
| Prolactina                   | Hormona galactopoètica, Hormona lactògena, Hormona lactòtropa             | PRL       | Polipèptida   | Lactòtropes i Mamòtropes | Acidòfil | Ovaris, glàndules mamàries | Secreció d'estrògens/progesterona; producció de llet       |